# Higelin à Bercy
Albums de Jacques Higelin
Aï
(1985) Tombé du ciel
(1988)
Higelin à Bercy est un triple album live de Jacques Higelin, reflet des concerts données au Palais omnisports de Paris-Bercy en 1985. Il s'agit de son troisième album enregistré en public. Il a été édité en deux CD.
Il comprend deux chansons interprétées par Mory Kanté et Youssou N'Dour qui intervenaient au cours du spectacle.
Principalement axé autour de l'album précédent, Aï, sorti en 1985 dont il reprend neuf des seize chansons (Coup de lune, Aï, Laura Loreleï, Jack in the Box, Cult Movie, Mamy, Slim Black Boogie, Je ne sais, Victoria), il revisite également les « classiques » des concerts du chanteur, déjà présents sur l'album Higelin à Mogador de 1981 (Le Minimum, Irradié, Hold Tight, Tête en l'air), deux titres de l'album de 1982, Higelin '82 (La Ballade de chez Tao, Nascimo), quelques « tubes » (Pars, Champagne) et trois titres moins connus (Cigarette, Avec la rage en d'dans, Un aviateur dans l'ascenseur).

## Chansons
| 1. | Ygare (interprété par Mory Kanté) | 4:56 |
| 2. | Le Minimum                        | 8:13 |
| 3. | Tête en l'air                     | 6:09 |

| 1. | Irradié                                     | 5:21 |
| 2. | Moulé moulé (interprété par Youssou N'Dour) | 4:52 |
| 3. | Pars                                        | 4:29 |
| 4. | La Ballade de chez Tao                      | 7:20 |

| 1. | Champagne      | 8:10 |
| 2. | Coup de lune   | 5:20 |
| 3. | Aï             | 5:55 |
| 4. | Laura Laureleï | 4:46 |

| 1. | Jack in the Box | 5:08  |
| 2. | Hold Tight      | 10:15 |
| 3. | Cigarette       | 5:18  |

| 1. | Avec la rage en d'dans | 4:26 |
| 2. | Cult Movie             | 3:32 |
| 3. | Mamy                   | 4:07 |
| 4. | Slim Black Boogie      | 4:50 |
| 5. | Je ne sais             | 3:18 |

| 1. | Victoria                     | 7:08 |
| 2. | Nascimo                      | 7:19 |
| 3. | Un aviateur dans l'ascenseur | 5:48 |

## Musiciens
- Jacques Higelin : claviers et voix
- Alain Guillard : cuivres
- Yvon Guillard : cuivres
- Manfred Kovacic : saxophone
- Éric Serra : basse
- Pierre Chérèze : guitare
- Michel Santangelli : batterie
- Patrick Gauthier : claviers
- Benoît Widemann : claviers
- Éric "Diabolo" Paltsou : harmonica
- Dominique Mahut : percussions
- Mory Kanté et ses musiciens : kora, chant, chœurs
- Youssou N'Dour et les Étoiles de Dakar : chant
- Aziza Zakine : danseuse